# Rasassination
Rasassination è il secondo album in studio del rapper statunitense Ras Kass, pubblicato nel 1998.

## Tracce
1. Endtro – 1:47
2. Rasassination – 4:33
3. Ghetto Fabulous (featuring Dr. Dre & Mack 10) – 4:30
4. Lapdance (featuring RC) – 4:34
5. Skit #1 – 0:47
6. Conceited Bastard – 4:14
7. Ice Age (featuring Kurupt & El Drex) – 4:39
8. ...In a Coogi Sweatsuit (skit) – 1:57
9. H20 Proof (featuring Saafir) – 4:21
10. It Is What It Is (featuring Jazze Pha) – 4:57
11. Interview with a Vampire (featuring God & Satan) – 6:56
12. Wild Pitch (featuring Xzibit, Jah Skillz & Phil da Agony) – 4:18
13. OohWee! – 4:01
14. All or Nuthin' (featuring Twista) – 3:57
15. Grindin' (featuring Bad Azz) – 3:46
16. I Ain't Fuckin' with You – 4:40
17. Get at Me – 4:08
18. The End (featuring RZA) – 4:16